# Църква на Исус Христос на светиите от последните дни
„Църквата на Исус Христос на светиите от последните дни“ (на английски: The Church of Jesus Christ of Latter-day Saints, LDS) е религиозна организация, считана за деноминация на християнството или близка до него.
Нейните последователи смятат, че са възстановената първоначална Църква на Исус Христос в наши дни. Последователите на това религиозно учение са по-известни под името „мормони“, което произлиза от тяхната свещена „Книга на Мормон“.

## История
За ранната история на мормонизма виж Мормонизъм.
Църквата е основана на 6 април 1830 г. от Джоузеф Смит (младши) в Ню Йорк, много скоро след като превежда „Книга на Мормон“ от златни плочи, които му биват разкрити от ангела Мороний. Църквата бързо набира последователи, които разпознават в него Божи пророк, но също така има и много врагове. В Къртланд, Охайо те построяват първия си храм, по-късно опожарен, а вследствие на преследванията по-късно се установяват в град Наву, Илинойс. След убийството на Джозеф Смит от разярена тълпа, мнозинството мормони последва Бригъм Янг, който завежда последователите си в долината на Соленото езеро в района на Скалистите планини (тогава извън федералната територия на САЩ), където те създават държавата Дезерет със столица днешния Солт Лейк Сити. През втората половина на XIX век светиите привеждат законодателството си в съответствие с американската конституция при присъединяването си към САЩ като 45-ия щат с името Юта. Въпреки това и днес някои маргинални групи извън църквата, макар и официално непризнати, продължават практиката на скрито многоженство.
Църквата на Исус Христос на светиите от последните дни е международна организация със седалище в Солт Лейк Сити, Юта и се ръководи от президент – през 2018 г. пророк е Ръсел М. Нелсън (17-и поред президент). Тя изпраща официални представители или мисионери из целия свят, които да разпространят посланието на църквата. Развива активно хуманитарна дейност, включително в страни, където не е регистрирана официално. Има дарения на болници в България.
Църквата на Исус Христос на светиите от последните дни има над 16 милиона последователи в цял свят.

## Класификация
Мормоните смятат себе си за истинската Христова църква. Някои християнски изповедания обаче не ги припознават като християни. Според терминологията, възприета от Православната и Католическата църква, те са включени в групата на нехристиянските религиозни учения. Някои Протестантските деноминации също причисляват светиите към нехристиянските изповедания.

## Свети писания
Църквата официално признава следните книги за свети писания:
1. Библията
2. Книгата на Мормон
3. Учения и Завети
4. Скъпоценен бисер

## Символ на вярата
„Символ на вярата“ е един списък съставен от Джоузеф Смит като част от негово писмо-отговор до редактора на вестник „Чикаго демократ“ през 1842 г. Те са кратко официално изявление на основните вярвания и теология. Канонизирани са като част от книгата „Скъпоценен бисер“.
1. Ние вярваме в Бог, Вечния Отец, и в Сина Му Исус Христос, и в Светия Дух.
2. Ние вярваме, че хората ще бъдат наказани за собствените си грехове, а не за Адамовото прегрешение.
3. Ние вярваме, че чрез Единението Христово цялото човечество може да се спаси чрез подчинение на законите и обредите на Евангелието.
4. Ние вярваме, че първите принципи и обреди на Евангелието са: първо, Вяра в Господ Исус Христос; второ, Покаяние; трето, Кръщение чрез пълно потапяне за опрощение на греховете; четвърто, Полагане на ръце за даване дара на Светия Дух.
5. Ние вярваме, че за да проповядва Евангелието и да отслужва обредите му, човек трябва да бъде призован от Бог чрез пророчество и чрез полагане на ръце от тези, които имат власт.
6. Ние вярваме в същата организация, която е съществувала в Първоначалната Църква, а именно апостоли, пророци, пастири, учители, благовестители и тъй нататък.
7. Ние вярваме в дара за езици, за пророчество, откровение, видения, изцеляване, тълкуване на езици и тъй нататък.
8. Ние вярваме, че Библията е словото Божие, доколкото е преведена правилно; вярваме също, че и Книгата на Мормон е словото Божие.
9. Ние вярваме във всичко, което Бог е разкрил, във всичко, което понастоящем разкрива, и вярваме също, че Той все още ще разкрива много велики и важни неща, принадлежащи на Царството Божие.
10. Ние вярваме в буквалното събиране на Израил и във възстановяването на Десетте Племена; че Сион (Новият Ерусалим) ще бъде изграден на американския континент; че Христос ще царува лично на земята и че земята ще бъде обновена и ще получи райската си слава.
11. Ние претендираме за правото да се покланяме на Всемогъщия Бог, според както диктува собствената ни съвест и даваме на хората същата привилегия; и нека те се покланят както, където и на каквото си искат.
12. Ние вярваме в това, че сме поданици на крале, президенти, управници и съдии, в подчинението, уважението и подкрепянето на закона.
13. Вярваме в това да сме честни, истинни, непорочни, любезни, добродетелни и в правенето на добро на всички хора; ние наистина можем да кажем, че следваме съвета на Павел: Вярваме във всичко, надяваме се на всичко, издържали сме много неща и се надяваме да бъдем способни да издържим всичко. И ако има нещо добродетелно, хубаво или достойно за похвала, ние го търсим.

## Учение и практика. Акценти
Учението, проповядвано от църквата, като борави с възприетата от християнските деноминации терминология, съществено не се отличава от строго християнските изповедания. Въпреки това има няколко разлики. На първо място като разлика е тълкуването на троичността на Бога. Субординацията, възприета от църквата, дава първенство на Бог Отец. Другите две лица – Синът – Исус Христос и Св. Дух, се възприемат като отделни личности. Самият Бог е висше същество, което дава възможност на сътвореното да стане подобно на Него. Крайната цел на човешкото развитие, е да доведе човешкото същество дотам, че да стане като Бог. Така Бог е Твореца и Управителя на мирозданието.
В тази връзка произлизат и особеностите на учението на църквата в областта на религиозната етика. Според тяхното учение, потвърдено от практиката им, тайнствата могат и трябва да се извършват не само за живите, но и за починалите. От там и практиката за извършване на кръщение на жив човек от името на починал. По същият начин е възможно извършването на обреда „бракосъчетание за вечни времена“ от живи роднини за техните починали предшественици. Тези обреди винаги се извършват в светите храмове, в които може да се влезе ако човек е достоен. За да се определи това, призован човек интервюира желаещия дали спазва заповедите и държи тялото си чисто и ако Светия Дух потвърди получава препоръка да може да посещава Храма за определен период.
За членовете на църквата семейството е свещено. Те вярват, че храмовият брак е вечен и продължава след Възкресението. Оттук произлиза и широко разпространената дейност за издирване на родословия. Намерените членове на семейството често биват кръщавани, бракосъчетавани и т.н.

## Свещеничество
Има два вида свещеничество: Аароново и Мелхицедеково. Платено свещеничество няма.
- Ароново свещеничество:
  - Дякон – всеки активен член от мъжки пол получава този сан при навършване на 12-годишна възраст. Може да разнася Причастието.
  - Учител – всеки активен член от мъжки пол получава този сан при навършване на 14-годишна възраст. Може да приготвя и разнася причастието и да ходи по домовете като домашен учител.
  - Свещеник – всеки активен член от мъжки пол получава този сан при навършване на 16-годишна възраст. Може да благословява, приготвя и разнася причастието както и да Кръщава.
- Мелхицедеково свещеничество:
  - Старейшина – на практика всеки активен член от мъжки пол може да сключи този Завет при навършване на 18-годишна възраст. Също така новопокръстените възрастни членове показващи активност също получават този сан поне година след кръщението си. Те могат да дават Дара на Светия Дух, да дават Благословия за здраве/комфорт, да Помазват и да вършат всичко това в името на Исус Христос.
  - Висш свещеник – всичките епископи, президенти на мисии и райони задължително получават този сан. Също така могат да го получат изтъкнати активни членове, незаемащи ръководен пост.
  - Седемдесетник – всичките ръководители на области и други висши служители.
  - Патриарх – главно церемониална функция, дава така нареченото „патриаршеско благословие“.
  - Апостол – винаги има 15 броя апостоли, това са членовете на Първото председателство и на Кворума на 12-те апостола.

## Деноминации
След като в църквата през 1890 г. е изпълнена целта от догмата на многоженството според Пророка, някои членове на църквата се обявяват срещу това решение. Част от тях се отделят от църквата, друга част остават.
Отмяната на догмата на многоженството представлявала особено голям проблем за някои хора, тъй като смятат, че откровенията на Джоузеф Смит са вечна истина, но модерните Пророци са дали откровение, че за онзи период Бог е искал така, но сега е променено. Причината много хора да са останали верни до днес е, че те знаят, че Откровението от Бог идва от Пророка и че нещата (особено в 21 век) се променят толкова бързо, че е нормално и да се получават големи промени също.
В началото полигамията е била не само практика, но и основно учение. От друга страна обаче федералните власти са отказвали приемането на Юта в състава на САЩ. Сред причините е била именно полигамията, оценено от властите като противоконституционно. (Друга пречка е била теократично-тоталитарната форма на управление в Юта, но нейното разграждане започва още през 1880-те години.)
След натиск от страна на федералните власти на САЩ Джон Тейлър, третият президент на Църквата на Исус Христос на светиите от последните дни, свиква съвещание през септември 1886 г. в гр. Сентервил (Юта) за обсъждане текста на декларацията за забраната на полигамията. Съвещанието прекъсва работата си с довод, че Тейлър няма правомощия да решава такъв важен въпрос, а следва да чака божие откровение, тоест да се допита до Бог чрез молитва през нощта какво да се прави.
След като четвъртият президент Уилфърд Уъдръф през 1890 г. издава декларация за отмяна на полигамията, мнозина членове на църквата не приемат това решение. Те смятат, че Уъдръф е действал под натиск, и като доказателство за това привеждат довода, че декларацията за отмяната на многоженството не е вкарана като редовна част в свещеното писание Учение и завети, а само като анекс.
Полигамията не е била прекратена след декларацията от 1890 г. Били са необходими много мерки от страна на църковното ръководство за изкореняване на вероотстъпничеството. През 1904 г. излиза разпоредба на Първото президентство, което предвижда автоматично изключване на всички, живеещи в многоженство. Те обаче продължили, слушайки лъжливите слова на Джон Уоли и Лорин Уоли и установили своя църква, сега позната като Фундаментални Светии от Последните Дни (FLDS).
След като Джоузеф Смит бил убит, мнозина не знаели кой трябвало да ръководи църквата на Земята. Един от писарите на Джоузеф, Сидни Ригдън казал, че той трябва да е, тъй като бил най-близо до пророка. Обаче Президентът на Кворума на Дванадесетте апостоли – Бригъм Янг казал, че властта след Пророка идва при Апостолите – както след Исус Христос, Петък бил главата на Църквата и Апостолите взимали решение. Отхвърлен Сидни започнал своя църква, която не се задържала за дълго. Когато Бригъм Янг изнасял тази реч, свидетели разказват, че той изглеждал и гласа му бил като на Джоузеф Смит. Това било уверението им, че Бригъм е бил избран от Бог да е следващия.
Друго разделение, се случило след смъртта на Джоузеф. Неговата съпруга Ема Смит решила, че трябва неговите кръвни потомци да са откровителите на Църквата и затова част от тях не последвали Бригъм Янг, а установили своя църква, позната като Реорганизираните Светии от Последните Дни или Обществото на Христос (Community of Christ).
ФСПД са против премахването и промяната и на някои първоначални доктрини, проповядвани от църквата през 19 век, които вече не са част от днешното учение на църквата. Главни такива догми са следните:
- Доктрината Адам-Бог – според Бригъм Янг Бог Отец не е просто създател на земните хора, а баща на земните хора и във физически смисъл, тоест първият човек Адам всъщност е Бог Отец. Тази догма чудесно пасва на мормонското учение, според което боговете са бивши хора от кръв и плът.
- Догмата за кръвно изкупление – през 19 век е било разкрито, че изкупителната жертва на Исус не е била достатъчна, тоест съществуват такива тежки грехове, които не могат да бъдат изкупени от Христос – като убийство. При такива тежки грехове необходимо е прегрешилият да пролее собствената си кръв. Заради това имало убийства, срещу вероотстъпници и други, които съгрешавали прекалено. Днес тази догма не е активна, но тя има отражение върху културата на местността. Например щат Юта е един от последните американски щати, прилагал смъртно наказание чрез разстрел – поради факта, че при обичайните форми за САЩ на смъртното наказание (електрически стол и смъртоносна инжекция) няма проливане на кръв.
- Догмата за свещеничеството – до 1978 г. е имало откровение да се забранява свещеничеството за тъмнокожи.

## Пророци на църквата
Пророци на църквата от нейното основаване до наши дни:
- Джозеф Смит 1830 – 1844
  - няма председател 1844 – 1847, църквата се ръководи от Бригъм Янг в качеството му на председател на Кворума на дванадесетте
- Бригъм Янг 1847 – 1877
  - няма председател 1877 – 1880, църквата се ръководи от Джон Тайлър в качеството му на председател на Кворума на дванадесетте
- Джон Тайлър 1880 – 1887
  - няма председател 1887 – 1889, църквата се ръководи от Улфърд Уодръф в качеството му на председател на Кворума на дванадесетте
- Уилфърд Уодръф 1889 – 1898
- Лорензо Сноу 1898 – 1901
- Джозеф Ф. Смит (син на Хайръм Смит, брат на Джозеф Смит) 1901 – 1918
- Хебър Дж. Грант 1918 – 1945
- Джордж Албърт Смит 1945 – 1951
- Дейвид О. Макей 1951 – 1970
- Джозеф Филдинг Смит (син на Джозеф Ф. Смит) 1970 – 1972
- Харълд Б. Ли 1972 – 1973
- Спенсър У. Кимбъл 1973 – 1985
- Езра Тафт Бенсън 1985 – 1994
- Хауърд У. Хънтър 1994 – 1995
- Гордън Б. Хинкли 1995 – 2008
- Томас Монсън 2008 – 2018
- Ръсел Нелсън 2018 –

## Структура
Устройството на Църквата на Исус Христос на светиите от последните дни е строго определена с ред. Днешната структура е възстановената, която Исус Христос е установил при своето пребиваване.
В общи линии днешната структура на църквата може да бъде описана по следния начин:
- Най-малката единица на църквата е енорията, наричана официално Уорд (ward), състоящ се средно от около 500 души. Ръководител на клона е Епископа, призован от ръководителя на висшестоящата църковна структурна единица Кол. Във всеки клон има кворуми според свещеническия ранг на членовете. Също така има и помощни органи: Обществото за взаимопомощ (relief society), неделно училище, детски час (primary), и за младите момчета и момичета.
  - В случай на липса на достатъчен брой членове – в територии, където има малко членове –, вместо енория се създава клон (branch). Има същата функция и устройство, като ward, но ръководителят не е епископ, а Клонов Президент. Понастоящем в света има общо 27 475 клона (ward и branch).
- Няколко клона (средно от 3 до 10) изграждат един Кол (stake). Негов председател е Коловия Президент. Във всеки кол има по един Патриарх, чието призвание е да дава Патриархална Благословия. Особеността на Кола е, че в него функционира и кворум на висшите свещеници, в който членуват всички лица на територията на кола, имащи висш свещенически ранг. Ръководството на Кола се организира от по-висшите свещеници. В случай, че на територията на Кола има мисия, председателят на мисията няма власт над председателя на Кола. Понастоящем в света има 2745 Колове, а в България няма все още организиран Кол.
  - В територии, където няма достатъчен брой членове, вместо Кол се изгражда район (district). Неговата функция е подобна на тази на Кола, главната разлика, че районът винаги е под ръководството на някоя мисия, освен това в района няма нито кворум на висшите свещеници, нито патриарх. В България има клонове в: София, Варна, Бургас, Стара Загора, Пловдив, Русе, Плевен, Ямбол, Хасково, Велико Търново, Благоевград, Сливен, Пазарджик
- Мисия (mission). В области, където има Кол, мисията няма власт над Кола. А в области без Колове, мисията е главния църковен орган, като той ръководи местните райони и клонове. Понастоящем има общо 344 мисии в света. В България действа Българската Софийска мисия с президент Майкъл Баркли и сестра Сузън Баркли. Българската Софийска мисия държи ключовете за свещеничеството в България.
- Област (area). Ръководителят е Седемдесетник Членовете на третия, четвъртия, петия, шестия и седмия кворум на седемдесетниците са едновременно и председатели на области. Всички те служат на Председателството на седемдесетниците, състоящо се от 7 души. Българската църква е към Област Източна Европа, със седалище Киев, Украйна.
  - В Северна Америка няма области, там мисиите и Коловете са пряко подчинени на Председателството на седемдесетниците.
  - Членовете на първия и втория кворум на седемдестниците също са под Председателството на седемдесетниците, но обикновено не ръководят териториални единици, а заемат важни функции в централното управление на църквата.

Гореспоменатите служители изпълняват задълженията си до 70-годишна възраст.
Границата от 70 години обикновено не се отнася за най-висшите служители на църквата:
- Президентство на седемдесетниците (Presidency of the Seventy) ръководи кворумите на седемдесетниците, областите и най-важните централни църковни служби. Назначават се от Първото президентство.
- Кворум на 12-те апостоли (Quorum of the Twelve Apostles) е най-висшият църковен орган. Членовете му са пророци, гледачи и откровители по отношение на доктрината. В църквата има общо 15 апостоли, но от тях само 12 членуват в този орган (другите трима са в Първото президентство). Апостолът с най-дълго служене е президент на Кворума на 12-те апостоли. В случай, когато апостолът с най-голям стаж не е член на Кворума на 12-те апостола, тогава членът с най-дълго служене измежду членовете на Кворума на 12-те апостоли се призовава изпълнителен председател на Кворума на 12-те апостоли. Най-важната функция на Кворума на 12-те апостоли е избор на нов президент на Църквата, при смърт на предишния. На практика изборът е формален, винаги се избира апостолът с най-дълго служене. При смърт на един апостол, новият се избира от Първото президентство, обикновено това е някой от членовете на Президентството на седемдесетниците.
- Първо президентство (First Presidency) – върховният орган на църквата. Членове: президента на църквата, и неговите първи и втори съветник. Всички са и апостоли. При смърт на председателя на църквата, двамата му съветници стават обикновени апостоли, и 12-те живи апостоли с най-дълго служене избират новия председател, който след избора си назначава своите съветници.

## Разпространение

### По света
10-те страни с най-много членове на Църквата
- САЩ – 4 900 000
- Мексико – 800 000
- Бразилия – 650 000
- Чили – 400 000
- Филипини – 389 000
- Перу – 300 000
- Аржентина – 282 000
- Великобритания – 180 000
- Гуам – 166 000
- Канада – 151 000

Страни с мормони над 1 % от населението
- Тонга – 32,0%
- Самоа – 25,0%
- Американска Самоа – 25,0%
- Ниуе – 15,0%
- Кирибати – 6,0%
- Френска Полинезия – 6,0%
- Острови Кук – 5,0%
- Маршалови острови – 4,0%
- Чили – 2,5%
- Палау – 2,0%
- САЩ – 1,9%
- Уругвай – 1,8%
- Нова Зеландия – 1,5%
- Гуам – 1,3%
- Хондурас – 1,2%
- Боливия – 1,1%
- Еквадор – 1,1%
- Перу – 1,1%
- Белгия – 1,1%

### В България
Църквата на Исус Христос на светиите от последните дни е регистрирана като официално изповедание в Република България и има статута на юридическо лице в това си качество, съобразно българската конституция, има право да извършва всички дейности, които не противоречат на конституцията или конкретното законодателство.
Членовете се опитват – безуспешно – да установят своя дейност в България още в края на 19 век. Миша Марков, банатски българин, приел вярата още в началото на 80-те години на 19 век, по време на свое пътуване в Цариград през 1889 г. среща Аргир Димитров, който проявява интерес към мормонизма. Аргир Димитров става вярващ през юли 1899 г., тоест той е първият български гражданин, който става член.
През 1900 г. Миша Марков пристига в България с цел създаване на Български клон на църквата. Като отговор, български протестантски свещеник започва усилена кампания в медиите срещу мормоните. В крайна сметка, Миша Марков е арестуван от българската полиция, и му се присъжда забрана да пребивава на българска територия. Нови опити за разпространяване на Евангелието в България не са правени чак до края на 80-те години.
През 1988 г. се прави опит за установяване на мисия в София, но властите отказват разрешение. Чак след падането на комунизма се подновяват опитите.
През февруари 1990 г. Ръсел М. Нелсън, един от апостолите, се среща в София с официални правителствени служители. След това, през септември 1990 г. пристигат първите шест мисионери в България, все още не като официални мормонски мисионери, а като американски преподаватели по английски език. Това са две възрастни семейства: сем. Морис и Анет Мауър в гр. София, и сем. Делбърт и Марилин Фоулър в Правец, и две тридесетина годишни жени в гр. Смолян: Джуди Гъблър и Розмъри Дейгъл. Те заварват в страната общо петима членове: служител в американското посолство в София, угандийски студент по медицина, и трима българи.
Дейността на църквата започва на 7 октомври 1990 г. в наетия апартамент на сем. Мауър на ул. „Княз Борис“, в София. Събранията се водят от Морис Мауър, президент на мисията, която официално все още не учредена и Иван Маринов, президент на местния клон, също така официално все още неучреден. По-късно събранията се провеждат в читалището на ул. „Парчевич“ в София. През ноември 1990 г. пристигат и първите официални мормонски мисионери. Това са младежите Джон Уорнър и Кристиян Елгрин от Юта, Дейвид Гарнър от Аризона, и Тимъти Кута от Айдахо. Мисионерите Уорнър и Гарнър преди това са служили в Югославия, и владеят сръбски език, което ги улеснява в усвояването и на българския език.
Към края на ноември същата година става и първото Кръщение и даване Дара на Светия Дух в България. Първите новопокръстени са сем. Емил, Диана, Румен у Евгени Христови, и сем. Венцислав и Мирела Лазарови. Семейство Христови се запознава с църквата в гр. Солт Лейк Сити, където член на семейството претърпява операция на очите. Семейство Лазарови се запознават с църквата в курс по английски език, с преподавател, който е член. Кръщенията се извършват в басейна към сауната на спортния комплекс „Спартак“, в София.
На 1 юли 1991 г. се учредява официално и Българската софийска мисия на Църквата на Исус Христос на светиите от последните дни, първият президент на мисията е Кирил Киряков, бивш български емигрант от САЩ. Тъй като междувременно Иван Маринов, дотогавашен неформален местен ръководител напуска църквата, първият местен ръководител на българските членове става Венцислав Лазаров, кръстен през ноември 1990 г.
Църквата официално е регистрирана от българските власти на 10 юли 1991 г. Църквата в България, в сравнение с други източноевропейски страни, бележи доста умерен растеж. Понастоящем църквата в България има около 2500 членове, в общо 9 енории (клона).